# Зимние камбалы
Зимние камбалы (лат. Pseudopleuronectes) — род лучепёрых рыб из семейства камбаловых (Pleuronectidae). Донные хищные рыбы, обитающие в северо-западных водах Тихого (большинство видов) и Атлантического океанов (единственный вид зимняя камбала (Pseudopleuronectes americanus)).

## Классификация
К роду относят 5 видов:
- Зимняя камбала (Pseudopleuronectes americanus)
- Желтополосая камбала (Pseudopleuronectes herzensteini)
- Pseudopleuronectes obscurus — Тёмная камбала
- Камбала Шренка (Pseudopleuronectes schrenki)
- Японская камбала (Pseudopleuronectes yokohamae)